# Rawka (Sainte-Croix)
Pour l’article homonyme, voir Rawka.
Rawka est une localité polonaise de la gmina de Słupia, située dans le powiat de Jędrzejów en voïvodie de Sainte-Croix.